# Hildebert Kollmann
Hildebert Kollmann (* 20. Mai 1875 in Bischofswerder, Kreis Rosenberg in Westpreußen; † 17. März 1937 in Hamburg) war ein deutscher Politiker (USPD/SPD). Er war Abgeordneter des Preußischen Landtages.

## Leben
Kollmann besuchte die Volksschule und das Gymnasium in Köslin. Anschließend studierte er von 1890 bis 1892 an der Präparandenanstalt in Rummelsburg (Pommern) und von 1892 bis 1895 am Lehrerseminar in Köslin. Zwischen 1895 und 1903 arbeitete er als Volksschullehrer an verschiedenen Landschulen in Pommern. Von 1903 bis 1924 war er – nur unterbrochen durch Kriegsdienst und  einen Lazarettaufenthalt – Volksschullehrer in Dramburg (Pommern), anschließend bis 1930 Volksschullehrer und Konrektor in Besenhorst an der Elbe und in Düneberg.
Ab Mai 1914 nahm Kollmann als Soldat am Ersten Weltkrieg teil. Zwischen Mai 1918 und November 1919 hielt er sich in einem Lazarett auf.
Kollmann trat 1918 der Unabhängigen Sozialdemokratischen Partei Deutschlands (USPD) bei und wechselte 1922 zur Sozialdemokratischen Partei Deutschlands (SPD). Von Februar 1921 bis Dezember 1924 war er zunächst für die USPD, dann ab September 1922 für die SPD Abgeordneter des Preußischen Landtages.

## Belege
1. ↑  Standesamt Hamburg 21c: Sterberegister. Nr. 505/1937.

| Personendaten    | Personendaten                               |
| ---------------- | ------------------------------------------- |
| NAME             | Kollmann, Hildebert                         |
| KURZBESCHREIBUNG | deutscher Politiker (USPD/SPD), MdL Preußen |
| GEBURTSDATUM     | 20. Mai 1875                                |
| GEBURTSORT       | Bischofswerder                              |
| STERBEDATUM      | 17. März 1937                               |
| STERBEORT        | Hamburg                                     |